# Diastyloides carpinei
Diastyloides carpinei är en kräftdjursart som beskrevs av Mihai Bacescu 1969. Diastyloides carpinei ingår i släktet Diastyloides och familjen Diastylidae. Inga underarter finns listade i Catalogue of Life.